# Film in 1936
Dit artikel gaat over de film in het jaar 1936.

## Gebeurtenissen
- 6 januari – De eerste Porky Pig-tekenfilm wordt uitgebracht.
- 28 september – Harpo Marx van The Marx Brothers trouwt met Susan Fleming.

## Succesvolste films
| Plaats | Titel               | Studio              | Opbrengst      | Opbrengst | Opbrengst           | Opbrengst |
| Plaats | Titel               | Studio              | Internationaal | VS/Canada | Verenigd Koninkrijk | Australië |
| ------ | ------------------- | ------------------- | -------------- | --------- | ------------------- | --------- |
| 1.     | San Francisco       | Metro-Goldwyn-Mayer |                |           |                     |           |
| 2.     | Rose-Marie          | Metro-Goldwyn-Mayer |                |           |                     |           |
| 3.     | Man of the Frontier | Republic Pictures   |                | $225.000  |                     |           |

## Academy Awards
9de Oscaruitreiking:
- Beste Film: The Great Ziegfeld (MGM)
- Beste Acteur: Paul Muni in The Story of Louis Pasteur
- Beste Actrice: Luise Rainer in The Great Ziegeld
- Beste Mannelijke Bijrol: Walter Brennan in Come and Get It
- Beste Vrouwelijke Bijrol: Gale Sondergaard in Anthony Adverse
- Beste Regisseur: Frank Capra voor Mr. Deeds Goes to Town

## Lijst van films
- After the Thin Man
- The Alamo
- Anthony Adverse
- The Bohemian Girl
- The Bold Caballero
- Cafe Mascot
- Cain and Mabel
- Camille
- Captain January
- Ceiling Zero
- The Charge of the Light Brigade
- Come and Get It
- Dimples
- Dodsworth
- Disorder in the Court
- Every Sunday
- Follow the Fleet
- Fury
- The Garden of Allah
- The General Died at Dawn
- Gold Diggers of 1937
- The Gorgeous Hussy
- The Great Ziegfeld
- Green Pastures
- Jonge harten
- Kermisgasten
- Klokslag twaalf
- Komedie om geld
- Ladies in Love
- The Last of the Mohicans
- The Lawless Nineties
- Lentelied
- Libeled Lady
- Lloyd's of London
- Love Before Breakfast
- Love on the Run
- M'Liss
- Man of the Frontier
- The Man Who Could Work Miracles
- Mayerling
- Merijntje Gijzen's Jeugd
- Modern Times
- The Moon's Our Home
- Mr. Deeds Goes to Town
- My Man Godfrey
- One in a Million
- Op een avond in mei
- Oranje Hein
- Partie de campagne
- Pennies from Heaven
- The Petrified Forest
- Pigskin Parade
- The Plow that Broke the Plains
- Poor Little Rich Girl
- Popeye the Sailor Meets Sinbad the Sailor
- Reefer Madness
- Riffraff
- Road Gang
- Le Roman d'un tricheur
- Romeo and Juliet
- Rose-Marie
- Rubber
- Sabotage
- San Francisco
- Satan Met a Lady
- Secret Agent
- The Story of Louis Pasteur
- Suzy
- Swing Time
- Tarzan the Fearless
- The Texas Rangers
- These Three
- Things to Come
- Three Smart Girls
- The Trail of the Lonesome Pine
- Wife vs. Secretary
- The Working Man
- Zomerzotheid

## Geboren
| Datum                | Naam             | Beroep             |
| -------------------- | ---------------- | ------------------ |
| 3 januari            | Georgina Spelvin | Pornoactrice       |
| 28 januari           | Alan Alda        | Acteur             |
| 11 februari († 2018) | Burt Reynolds    | Acteur             |
| 23 februari († 2008) | Majel Barrett    | Actrice            |
| 9 mei                | Glenda Jackson   | Actrice / Politici |
| 18 augustus          | Robert Redford   | Acteur / Regisseur |
| 19 oktober († 2004)  | Irina Demick     | Actrice            |
| 25 december († 2005) | Ismail Merchant  | Producent          |

## Overleden
| Datum      | Naam               | Leeftijd | Beroep  |
| ---------- | ------------------ | -------- | ------- |
| 9 januari  | John Gilbert       | 36       | Acteur  |
| 17 oktober | Suzanne Bianchetti | 47       | Actrice |

1870-1879 · 1880-1889 · 1890 · 1891 · 1892 · 1893 · 1894 · 1895 · 1896 · 1897 · 1898 · 1899 · 1900 · 1901 · 1902 · 1903 · 1904 · 1905 · 1906 · 1907 · 1908 · 1909 · 1910 · 1911 · 1912 · 1913 · 1914 · 1915 · 1916 · 1917 · 1918 · 1919 · 1920 · 1921 · 1922 · 1923 · 1924 · 1925 · 1926 · 1927 · 1928 · 1929 · 1930 · 1931 · 1932 · 1933 · 1934 · 1935 · 1936 · 1937 · 1938 · 1939 · 1940 · 1941 · 1942 · 1943 · 1944 · 1945 · 1946 · 1947 · 1948 · 1949 · 1950 · 1951 · 1952 · 1953 · 1954 · 1955 · 1956 · 1957 · 1958 · 1959 · 1960 · 1961 · 1962 · 1963 · 1964 · 1965 · 1966 · 1967 · 1968 · 1969 · 1970 · 1971 · 1972 · 1973 · 1974 · 1975 · 1976 · 1977 · 1978 · 1979 · 1980 · 1981 · 1982 · 1983 · 1984 · 1985 · 1986 · 1987 · 1988 · 1989 · 1990 · 1991 · 1992 · 1993 · 1994 · 1995 · 1996 · 1997 · 1998 · 1999 · 2000 · 2001 · 2002 · 2003 · 2004 · 2005 · 2006 · 2007 · 2008 · 2009 · 2010 · 2011 · 2012 · 2013 · 2014 · 2015 · 2016 · 2017 · 2018 · 2019 · 2020 · 2021 · 2022 · 2023 · 2024 · 2025